# Lista de presidentes do Parlamento Europeu
Esta é uma lista dos presidentes do Parlamento Europeu.

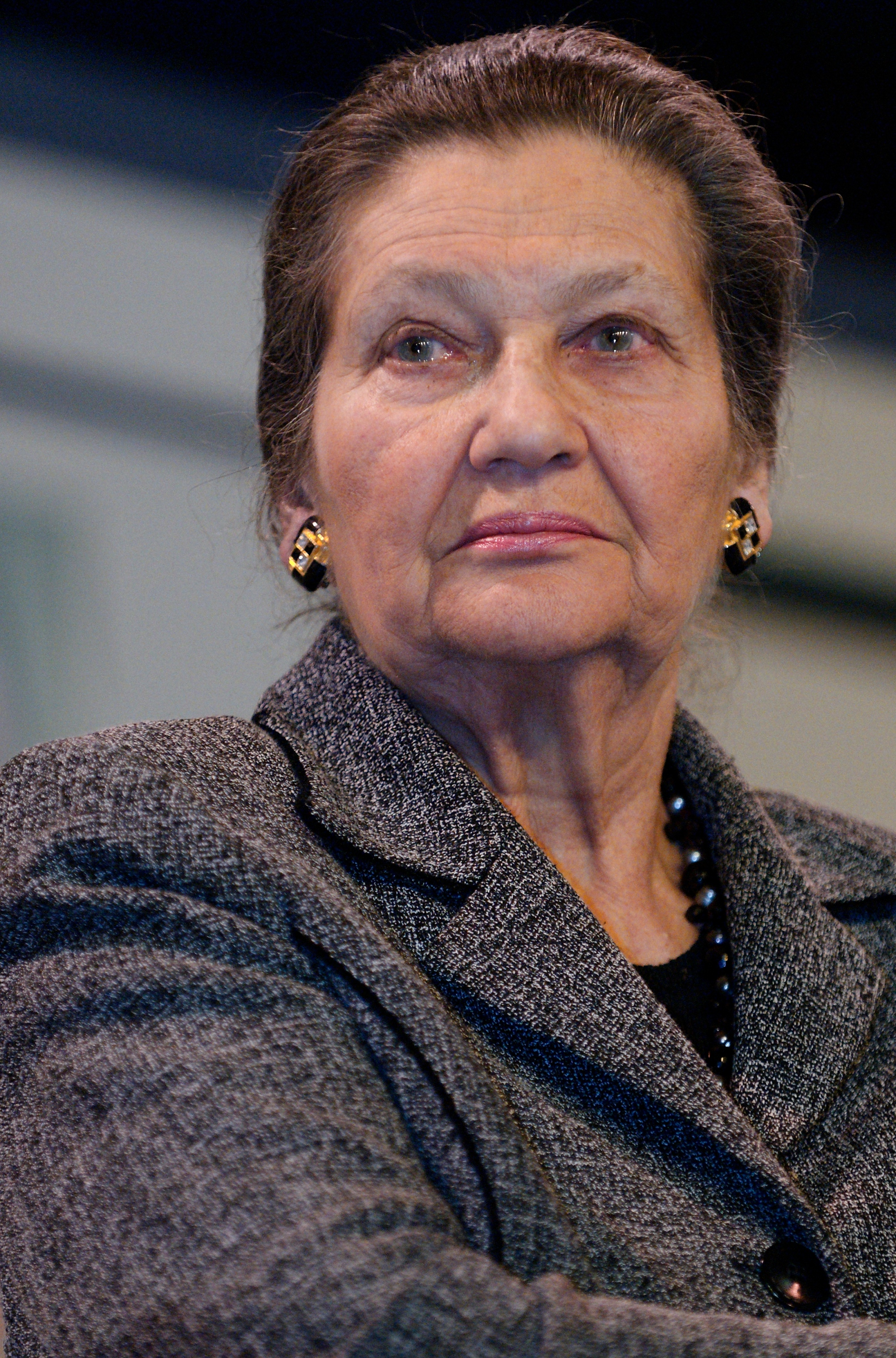
Simone Veil (1979-1982), primeira presidente do sexo feminino e primeira presidente eleita.

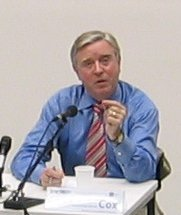
Pat Cox (2002-2004), primeiro presidente liberal desde Simone Veil

| Período                                             | Período                                              | Nome                                                 | Partido                                              | Grupo                                                | País                                                 |
| Presidentes da "Assembleia Comum", 1952–1958        | Presidentes da "Assembleia Comum", 1952–1958         | Presidentes da "Assembleia Comum", 1952–1958         | Presidentes da "Assembleia Comum", 1952–1958         | Presidentes da "Assembleia Comum", 1952–1958         | Presidentes da "Assembleia Comum", 1952–1958         |
| --------------------------------------------------- | ---------------------------------------------------- | ---------------------------------------------------- | ---------------------------------------------------- | ---------------------------------------------------- | ---------------------------------------------------- |
| 1952–1954                                           | 1952–1954                                            | Paul-Henri Spaak                                     | BSP-PSB                                              | SOC                                                  | Bélgica                                              |
| 1954 (morreu a 19/08)                               | 1954 (morreu a 19/08)                                | Alcide De Gasperi                                    | DC                                                   | CD                                                   | Itália                                               |
| 1954–1956                                           | 1954–1956                                            | Giuseppe Pella                                       | DC                                                   | CD                                                   | Itália                                               |
| 1956–1958 (1.º)                                     | 1956–1958 (1.º)                                      | Hans Furler                                          | CDU                                                  | CD                                                   | Alemanha Ocidental                                   |
| Presidentes da "Assembleia Parlamentar", 1958–1962  |                                                      |                                                      |                                                      |                                                      |                                                      |
| 1958–1960                                           | 1958–1960                                            | Robert Schuman                                       | MRP                                                  | CD                                                   | França                                               |
| 1960–1962 (2nd)                                     | 1960–1962 (2nd)                                      | Hans Furler                                          | CDU                                                  | CD                                                   | Alemanha Ocidental                                   |
| Presidentes nomeados para o "Parlamento", 1962–1979 |                                                      |                                                      |                                                      |                                                      |                                                      |
| 1962–1964                                           | 1962–1964                                            | Gaetano Martino                                      | PLI                                                  | LIB                                                  | Itália                                               |
| 1964–1965                                           | 1964–1965                                            | Jean Duvieusart                                      | RW                                                   | CD                                                   | Bélgica                                              |
| 1965–1966                                           | 1965–1966                                            | Victor Leemans                                       | CVP                                                  | CD                                                   | Bélgica                                              |
| 1966–1969                                           | 1966–1969                                            | Alain Poher                                          | MRP                                                  | CD                                                   | França                                               |
| 1969–1971                                           | 1969–1971                                            | Mario Scelba                                         | DC                                                   | CD                                                   | Itália                                               |
| 1971–1973                                           | 1971–1973                                            | Walter Behrendt                                      | SPD                                                  | SOC                                                  | Alemanha Ocidental                                   |
| 1973–1975                                           | 1973–1975                                            | Cornelis Berkhouwer                                  | VVD                                                  | LIB                                                  | Países Baixos                                        |
| 1975–1977                                           | 1975–1977                                            | Georges Spénale                                      | SPD                                                  | SOC                                                  | França                                               |
| 1977–1979                                           | 1977–1979                                            | Emilio Colombo                                       | DC                                                   | CD                                                   | Itália                                               |
| Mandato                                             | Presidentes eleitos para o "Parlamento" (desde 1979) | Presidentes eleitos para o "Parlamento" (desde 1979) | Presidentes eleitos para o "Parlamento" (desde 1979) | Presidentes eleitos para o "Parlamento" (desde 1979) | Presidentes eleitos para o "Parlamento" (desde 1979) |
| 1°                                                  | 1979–1982                                            | Simone Veil                                          | UDF                                                  | ELDR                                                 | França                                               |
| 1°                                                  | 1982–1984                                            | Piet Dankert                                         | PvDA                                                 | PES                                                  | Países Baixos                                        |
| 2°                                                  | 1984–1987                                            | Pierre Pflimlin                                      | UDF/RPR                                              | EPP                                                  | França                                               |
| 2°                                                  | 1987–1989                                            | Charles Henry Plumb                                  | CP                                                   | ED                                                   | Reino Unido                                          |
| 3°                                                  | 1989–1992                                            | Enrique Barón Crespo                                 | PSOE                                                 | PES                                                  | Espanha                                              |
| 3°                                                  | 1992–1994                                            | Egon Klepsch                                         | CDU                                                  | EPP                                                  | Alemanha                                             |
| 4°                                                  | 1994–1997                                            | Klaus Hänsch                                         | SPD                                                  | PES                                                  | Alemanha                                             |
| 4°                                                  | 1997–1999                                            | José María Gil-Robles                                | PP                                                   | EPP                                                  | Espanha                                              |
| 5°                                                  | 1999–2002                                            | Nicole Fontaine                                      | UMP                                                  | EPP–ED                                               | França                                               |
| 5°                                                  | 2002–2004                                            | Pat Cox                                              | PD                                                   | ELDR                                                 | Irlanda                                              |
| 6°                                                  | 2004–2007                                            | Josep Borrell                                        | PSOE                                                 | PES                                                  | Espanha                                              |
| 6°                                                  | 2007–2009                                            | Hans-Gert Pöttering                                  | CDU                                                  | EPP–ED                                               | Alemanha                                             |